# Berg (Thurgau)
Berg (TG) is een gemeente en plaats in het Zwitserse kanton Thurgau, en maakt deel uit van het district Weinfelden. Berg telt 2958 inwoners.

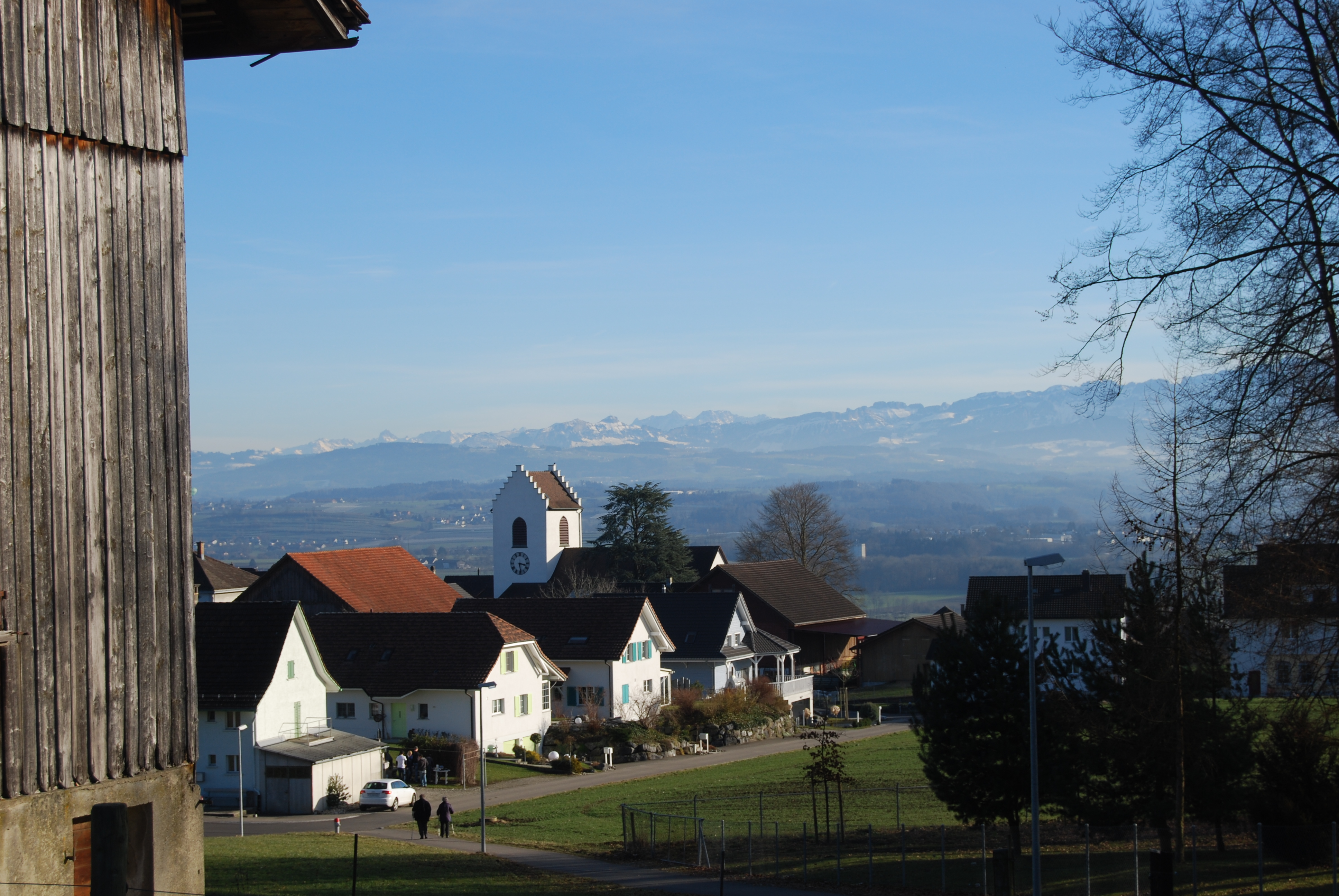
Berg

## Geboren
- Caroline Farner (1842-1913), tweede vrouwelijke arts van Zwitserland